# Проспект 75-річчя футбольного клубу «Шахтар»

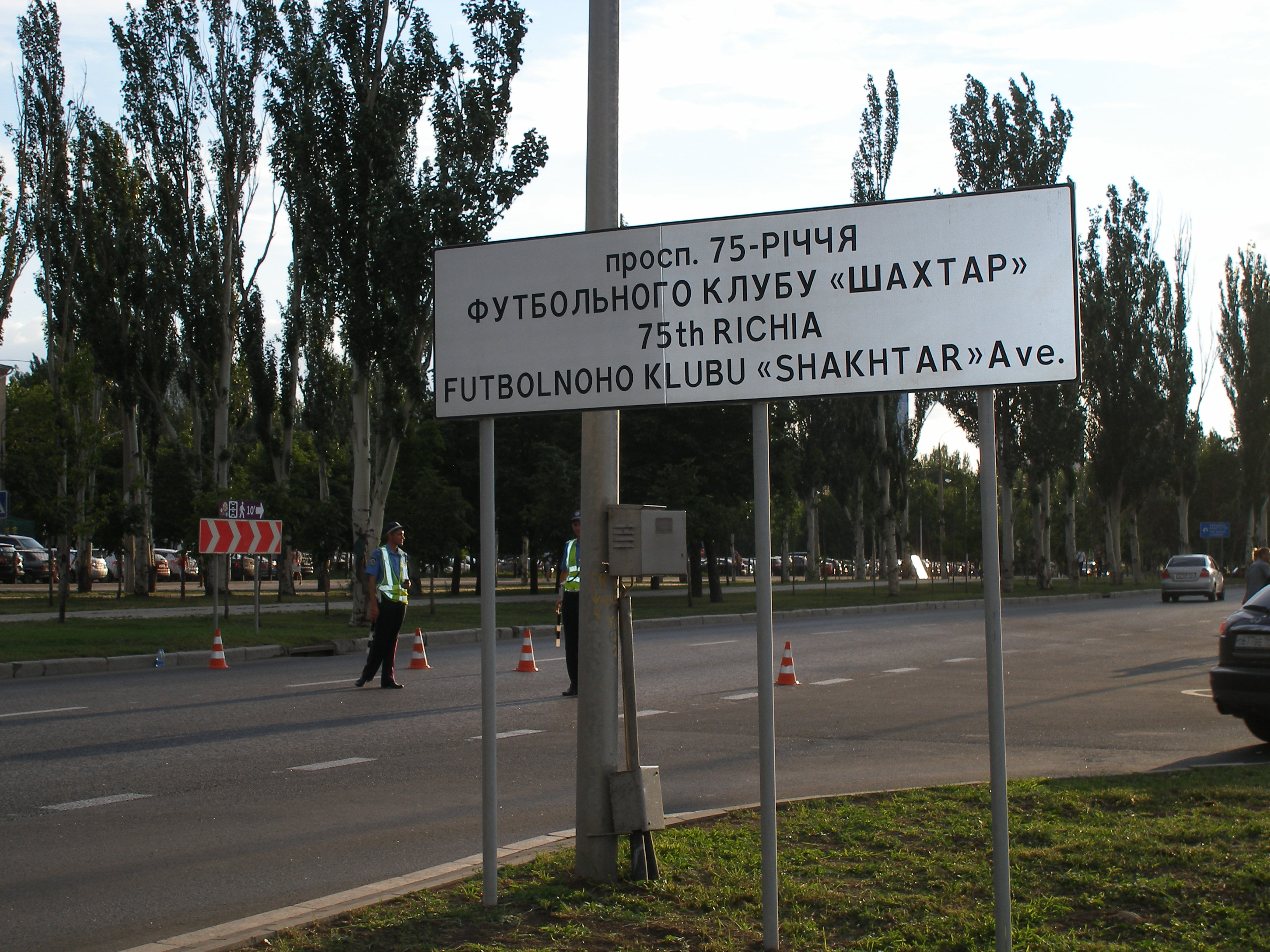
Знак на початку проспекту (з боку проспекту Миру)

Проспект 75-річчя футбольного клубу «Шахтар» (рос. проспект 75-летия футбольного клуба «Шахтер») — вулиця в Київському районі Донецька, пролягає від проспекту Миру до вулиці Павла Поповича.
Проспект проходить через парк культури і відпочинку міста Донецька уздовж Кальміусу.
Виник у 2000-х роках, назва затверджена в червні 2011 року на честь 75-ї річниці створення футбольного клубу «Шахтар» (неподалік від проспекту розташований домашній стадіон клубу — «Донбас Арена»).

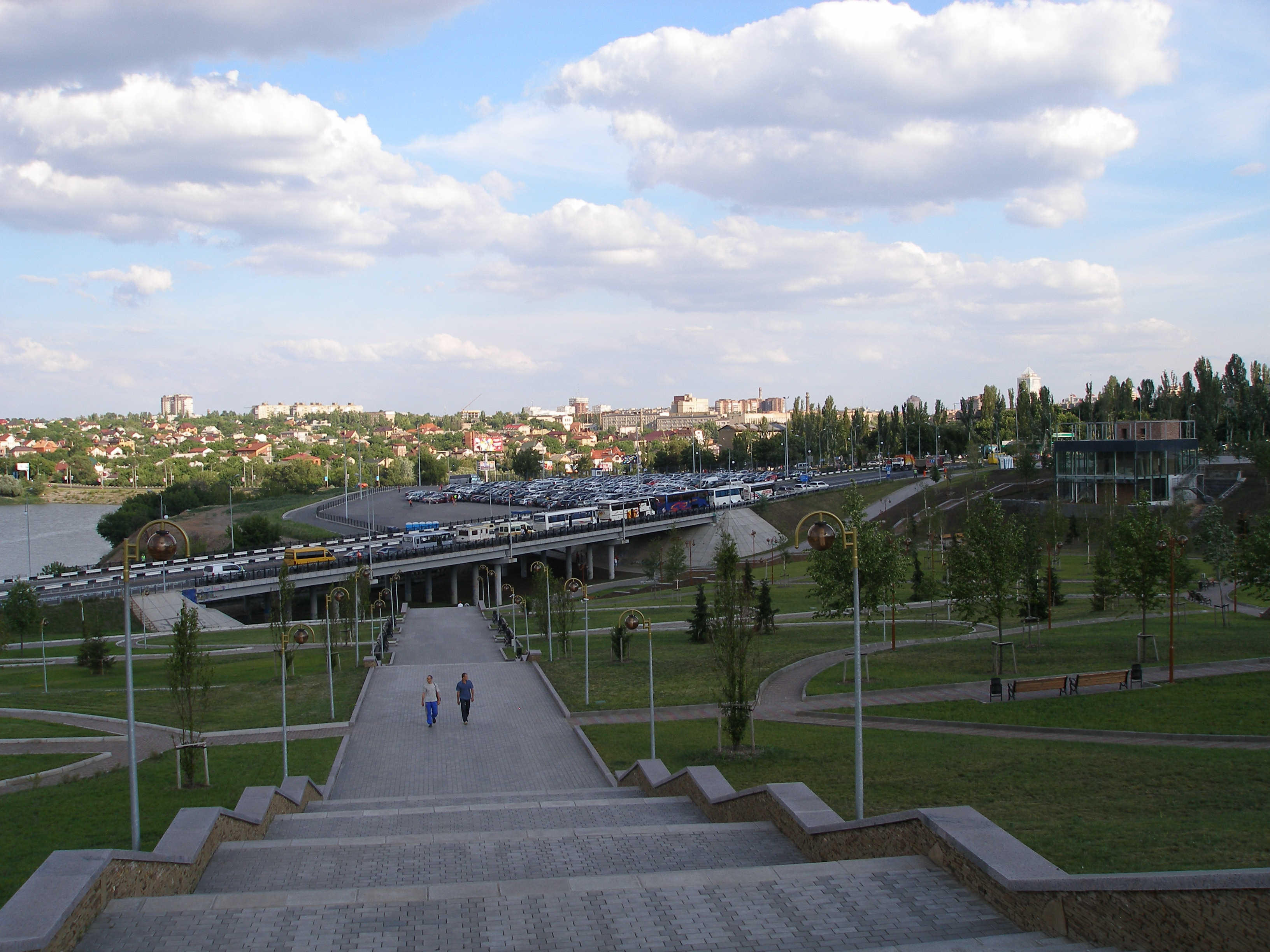
Вид на проспект з парку культури і відпочинку в напрямку проспекту Миру
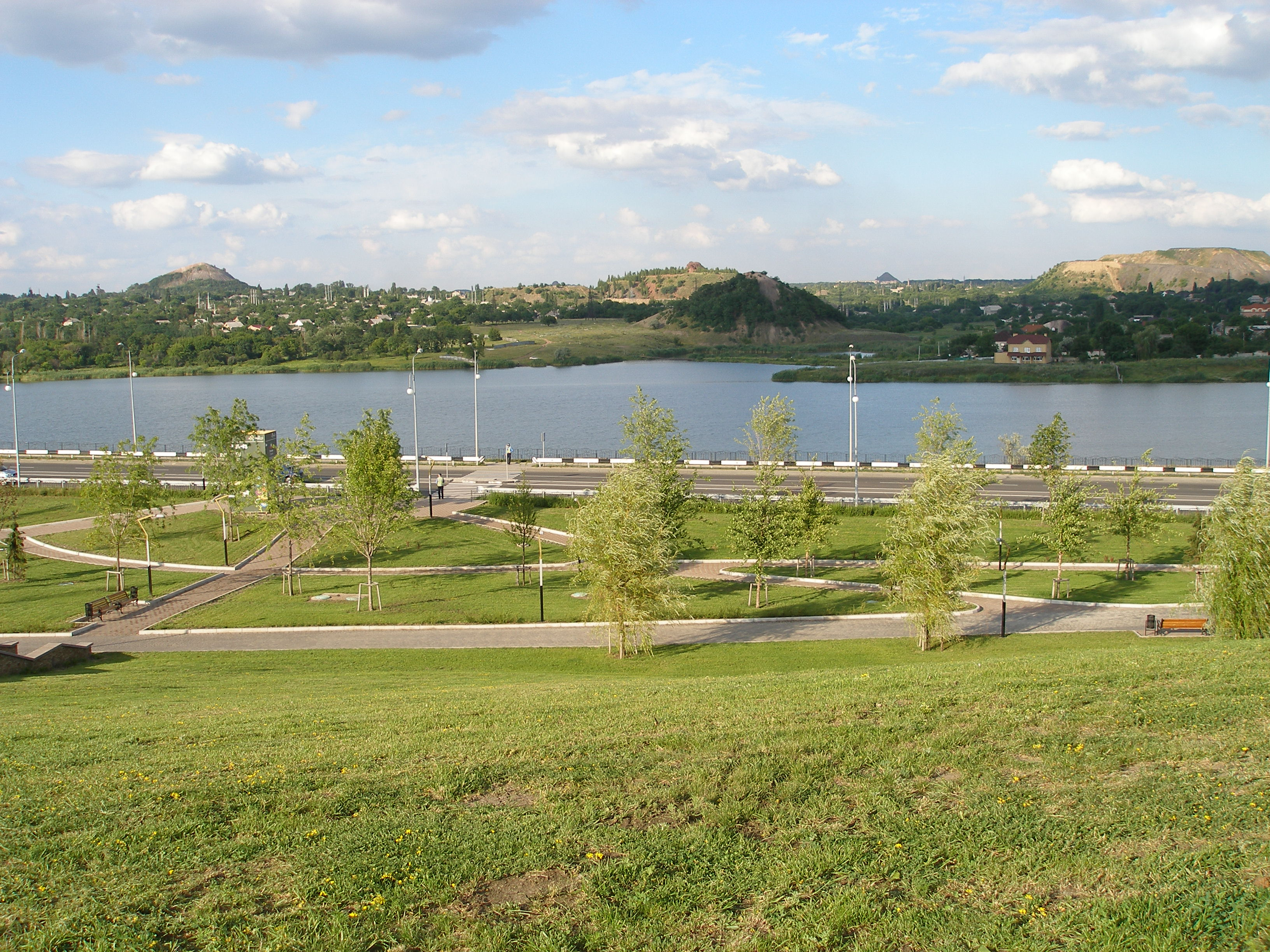
Парк культури і відпочинку, проспект 75-річчя футбольного клубу «Шахтар» і Кальміуське водосховище
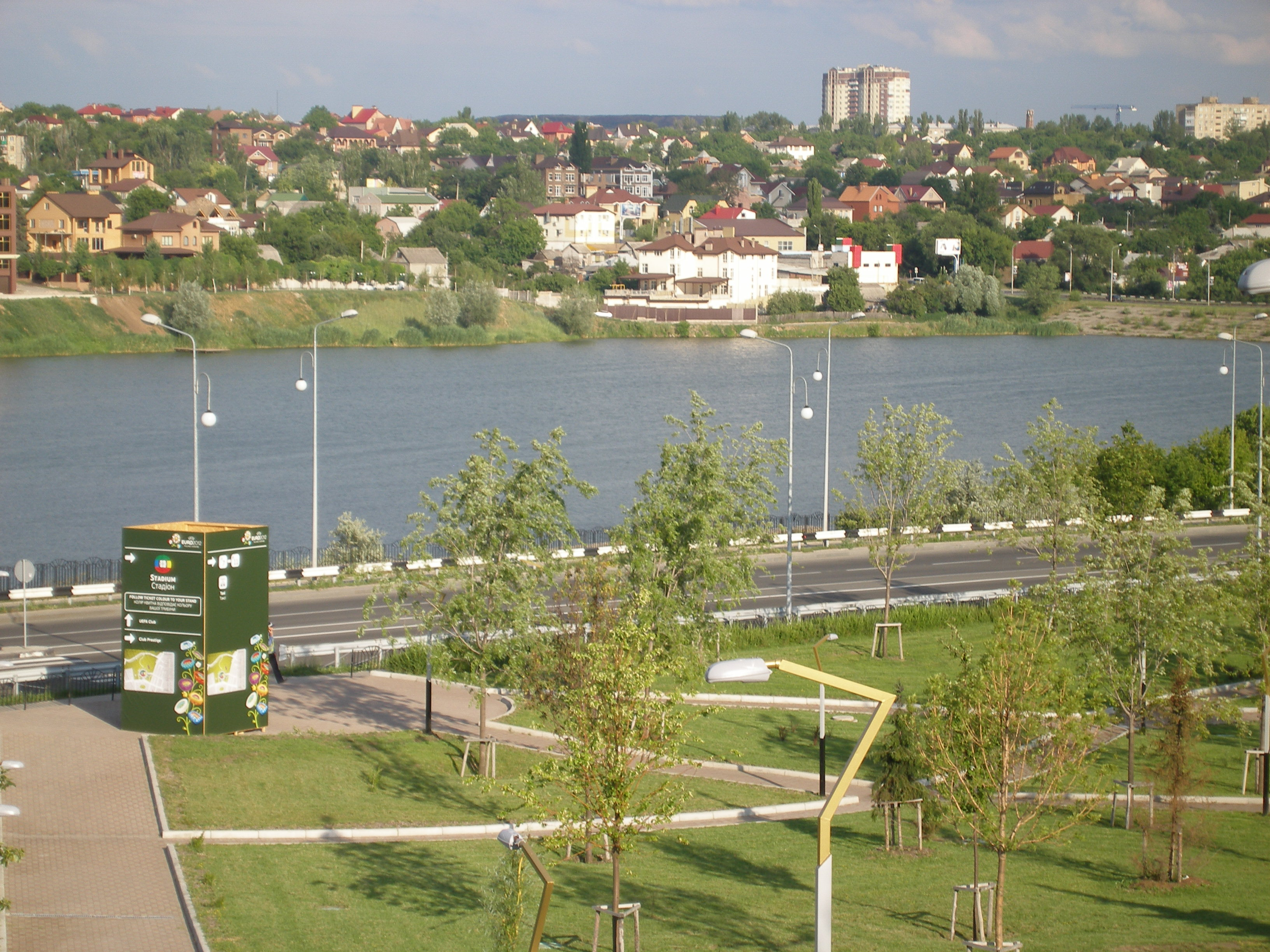
Вид на проспект і Кальміуське водосховище
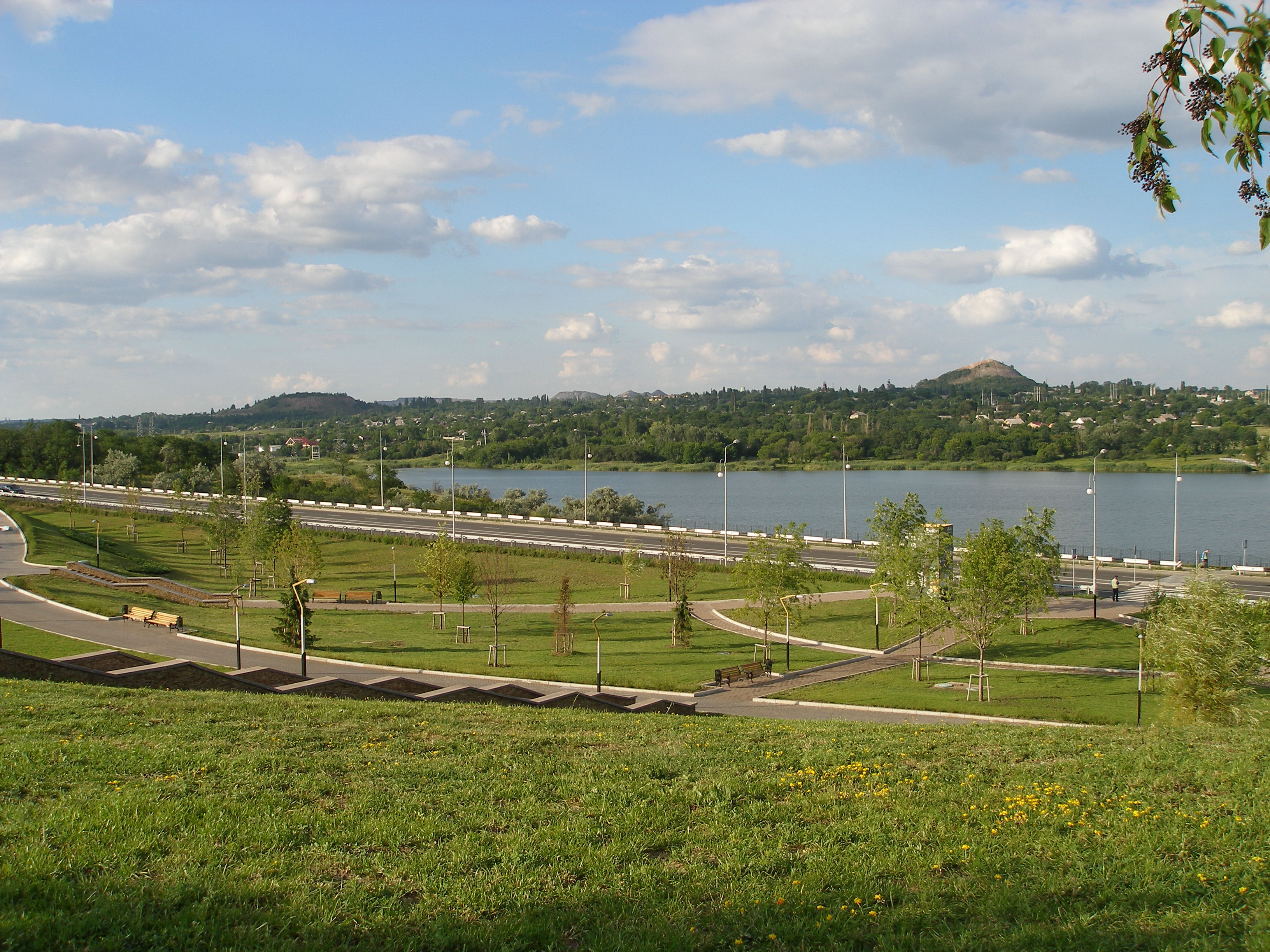
Вид у напрямку вулиці Поповича